# میروسلاو کلوزه
میروسلاو جوزف «میرو» کلوزه (تلفظ در آلمانی: [ˈmiːʁoslaf ˈkloːzə]، به لهستانی: Mirosław Józef Klose؛ با نام تولد: میروسلاو ماریان کلوزه، به لهستانی: Mirosław Marian Klose؛ زادهٔ ۹ ژوئن ۱۹۷۸) بازیکن سابق تیم ملی آلمان است. او با ۱۶ گل برترین گلزن تاریخ رقابت‌های جام جهانی فوتبال می‌باشد.

## زندگی
میروسلاو کلوزه در خانواده‌ای ورزشکار پرورش یافت. مادرش باربارا عضو تیم ملی هندبال لهستان (که در ۸۲ بازی ملی حضور داشت) و پدرش جوزف کلوزه بازیکن فوتبال بود و به تیم ملی لهستان نیز رسید. در سال ۱۹۸۱ خانواده کلوزه از کشور کمونیست لهستان فرار کردند و ابتدا به فرانسه و سپس در سال ۱۹۸۷ به کوسل در آلمان نقل مکان کردند. پدر میروسلاو کلوزه از یک خانواده اصیل آلمانی می‌باشد به همین‌خاطر آن‌ها با نام خانوادگی رشیدلر در آلمان اقامت گرفتند. کمی پس از سکنی گزیدن در آلمان پدر میروسلاو دوباره نام خود را به کلوزه برگرداند زیرا کلوزه نام فامیل پدربزرگ آلمانی او اروین کلوزه بود که در سال ۱۹۱۰ در (سیلسیای علیا) به دنیا آمد. وقتی در مدرسه‌ای در آلمان ثبت‌نام کرد، روزهای سختی را پشت سر می‌گذاشت. شروع درس برای او اصلاً آسان نبود. میروسلاو هشت ساله که باید در کلاس چهارم درس می‌خواند، دو سال عقب رفت و تحصیلات را از کلاس دوم ادامه داد زیرا با زبان و فرهنگ آلمانی آشنایی کافی نداشت. آن روزها، روزهای سختی بودند ولی همین مشکلات در آینده او را قوی‌تر ساخت.
کلوزه در سال ۱۹۹۸ یعنی زمانی که به تیم هامبورگ پیوست دوست داشت در کنار فوتبال حرفه دیگری را هم بیاموزد. پدر و مادرش هم در این زمینه به او کمک فکری می‌رساندند و مشوق او بودند؛ بنابراین میروسلاو به کلاس‌های کارآموزی نجاری رفت و این دوره را با موفقیت پشت سرگذاشت. او در این‌باره می‌گوید: «من به این خاطر نجار شدم که از بلندی نمی‌ترسیدم. وقتی روی پاهایم در ارتفاعات بلند مثل شیروانی‌ها می‌ایستم احساس امنیت می‌کنم.» او پس از پیوستن به تیم کایزرسلاترن این حرفه را کنار گذاشت. کلوزه در منطقه زیبای بلاباخ خانه‌ای برای خود ساخت. او می‌گوید: «من از زندگی در محیطی آرام و ساکت در خارج از شهر لذت می‌برم.» او تنها در مواقعی خاص و برای استراحت به خانه‌اش در بلاباخ می‌رود و اوقاتی را در آن‌جا سر می‌کند.

## زندگی خصوصی
میروسلاو کلوزه متأهل است. همسرش سیلویا روز سی‌ام ژانویه ۲۰۰۵در بیمارستان یوزف دو پسر دوقلو به دنیا آورد. در همان روز میروسلاو برای تیم وردربرمن و برابر هانزاروستوک در حال بازی بود. سیلویا در جایگاه شخصیت‌های استادیوم نشسته بود و همسرش را تشویق می‌کرد ولی در اواسط نیمه اول متوجه شد که وضعیتش بحرانی است و اطرافیان بلافاصله او را به بیمارستان رساندند. میروسلاو در فاصله بین دو نیمه موضوع را فهمید ولی مجبور بود تا آخر بازی در استادیوم بماند. آن روز میروسلاو کلوزه در حالی که پس از اتمام بازی سعی داشت به سرعت خود را به بیمارستان برساند، مجبور بود هر چند قدم به چند قدم به هوادارانش امضا بدهد. کلوزه و همسرش نام دوقلوهای خود را لوآن و نوآ گذاشتند.

### دوران باشگاهی
کلوزه فوتبال را در یک باشگاه روستایی فراگرفت. باشگاهی به نام بلاباخ دیل‌کوف، او پس از یک فصل بازی در تیم هامبورگ بدون هیچ مقدمه و به سرعت جذب تیم آماتوری کایزرسلاوترن شد. او عادت داشت به هنگام بازی هم‌تیمی‌هایش بایستد و تشویق تماشاچیان را تماشا کند. یک سال بعد از ملحق شدن به این باشگاه به سرعت ترقی کرد و وارد تیم اول کایزرسلاوترن شد. او در ۶۷بازی نخست خود ۳۳گل زد. تداوم در گل زدن باعث شد اولین کاپ بین‌المللی خود را به دست آورد و در او در سال ۲۰۰۴ با قیمت پنج میلیون یورو به تیم وردربرمن انتقال یافت و پس از یک شروع بد در آن تیم، ناگهان سیر صعودی پیمود و به همراه یوهان میکو هافبک فرانسوی تیم و ایوان کلاسنیچ فوروارد اهل کرواسی یک مثلث قدرتمند حمله تشکیل داده و تأثیرات شگرفی بر روی بازی گذاشتند. این سه در بوندسلیگا پانزده گل به ثمر رساندند. کلوزه با وجود ظاهر نسبتاً نحیف، یکی از بهترین سرزنان بوندسلیگاست. او توانایی‌های تکنیکی بسیار بالایی دارد و وقتی پا به توپ شود دیگر کسی حریفش نیست. او در سال ۲۰۰۵ یکی از بهترین فورواردهای آلمان بود. او در بازی‌های فصل ۲۰۰۵ و ۲۰۰۶ در بیست و شش بازی ۲۵ گل زد و در به ثمر رسیدن ۱۶ گل دیگر نیز تأثیر غیرمستقیم داشت. در تاریخ ۲۶ ژوئن ۲۰۰۷ کارل هاینس رومنیگه نایب رئیس باشگاه بایرن مونیخ خبر از جذب کلوزه با مبلع ۱۵ میلیون یورو داد. وی در بایرن مونیخ در کنار لوکا تونی خط حمله بایرن را تشکیل می‌دهد و دوران خوبی را سپری می‌کند.

### دوران ملی
نخستین بازی بین‌المللی در مارس ۲۰۰۱ برابر تیم آلبانی ظاهر شد. در آن بازی آلمان دو بر یک آلبانی را شکست داد و گل دوم را کلوزه به ثمر رساند. وی در جام‌جهانی ۲۰۰۲ پنج گل به ثمر رساند. کلوزه با به ثمر رساندن پنج گل بهترین گلزن و برنده کفش طلایی جام جهانی ۲۰۰۶ آلمان شد. او ۷۱ گل ملی را به ثمر رسانده‌است. وی از موفق‌ترین گلزنان تاریخ ملی فوتبال آلمان بحساب می‌آید.
همچنین وی به همراه دیگر بازیکنان تیم ملی فوتبال آلمان جام قهرمانی جام جهانی فوتبال ۲۰۱۴ را بالای سر برد؛ و با دو گلی که در این رقابت‌ها به ثمر رساند با ۱۶ گل بهترین گلزن ادواری جام جهانی لقب گرفت.

## افتخارها

### شخصی
- آقای گل بوندس لیگا: (۲۵ گل) سال ۲۰۰۶
- مرد سال فوتبال آلمان: ۲۰۰۶
- کفش نفره‌ای جام جهانی: ۲۰۰۲
- کفش طلایی جام جهانی: ۲۰۰۶

### باشگاهی
- نایب قهرمانی در جام حذفی آلمان به همراه تیم کایزرسلاوترن در سال ۲۰۰۳
- قهرمانی در جام اتحادیه آلمان به همراه تیم وردربرمن در سال ۲۰۰۶
- قهرمانی در جام اتحادیه آلمان به همراه تیم بایرن مونیخ در سال ۲۰۰۷
- قهرمانی در بوندسلیگای آلمان به همراه تیم بایرن مونیخ در سال ۲۰۰۸
- قهرمانی در جام حذفی آلمان به همراه تیم بایرن مونیخ در سال ۲۰۰۸
- قهرمانی در بوندسلیگای آلمان به همراه تیم بایرن مونیخ در سال ۲۰۱۰
- قهرمانی در جام حذفی آلمان به همراه تیم بایرن مونیخ در سال ۲۰۱۰
- نایب قهرمانی در جام قهرمانان اروپا به همراه تیم بایرن مونیخ در سال ۲۰۱۰
- قهرمانی در سوپرکاپ آلمان به همراه تیم بایرن مونیخ در سال ۲۰۱۰

### ملی
- نایب قهرمانی در جام جهانی فوتبال ۲۰۰۲ به همراه تیم ملی فوتبال آلمان
- سومی در جام جهانی فوتبال ۲۰۰۶ به همراه تیم ملی فوتبال آلمان
- نایب قهرمانی در جام ملت‌های اروپا ۲۰۰۸ به همراه تیم ملی فوتبال آلمان
- سومی در جام جهانی فوتبال ۲۰۱۰ به همراه تیم ملی فوتبال آلمان
- قهرمانی در جام جهانی فوتبال ۲۰۱۴ به همراه تیم ملی فوتبال آلمان